# Asparagus striatus
Asparagus striatus — вид рослин із родини холодкових (Asparagaceae).

## Біоморфологічна характеристика
Це кущ заввишки 25–120 см. Головне стебло міцне, дерев'янисте, майже прямовисне, зелене, борозенчасте, голе; колючки дрібні, коричневі, відігнуті; гілочки висхідні або розлогі, злегка зигзагоподібні; філокладії ланцетні, дуже жорсткі, гострі, 19–25 мм завдовжки, з 5–7 чіткими ребрами; квітки пазушні; оцвітина дзвонова, сегменти тупі, загнуті над основою; ягода куляста, 6 мм у діаметрі.

## Середовище проживання
Ареал: ПАР (Капські провінції, Фрі Стейт).